# Havana (Florida)
Havana es un pueblo ubicado en el condado de Gadsden en el estado estadounidense de Florida. En el Censo de 2010 tenía una población de 1.754 habitantes y una densidad poblacional de 245,1 personas por km².

## Geografía
Havana se encuentra ubicado en las coordenadas 30°37′49″N 84°24′50″O / 30.63028, -84.41389. Según la Oficina del Censo de los Estados Unidos, Havana tiene una superficie total de 7.16 km², de la cual 7.11 km² corresponden a tierra firme y (0.58%) 0.04 km² es agua.

## Demografía
Según el censo de 2010, había 1.754 personas residiendo en Havana. La densidad de población era de 245,1 hab./km². De los 1.754 habitantes, Havana estaba compuesto por el 44.64% blancos, el 53.59% eran afroamericanos, el 0.11% eran amerindios, el 0.46% eran asiáticos, el 0% eran isleños del Pacífico, el 0.74% eran de otras razas y el 0.46% pertenecían a dos o más razas. Del total de la población el 1.37% eran hispanos o latinos de cualquier raza.